# Clyde Tomb von Ardmarnock

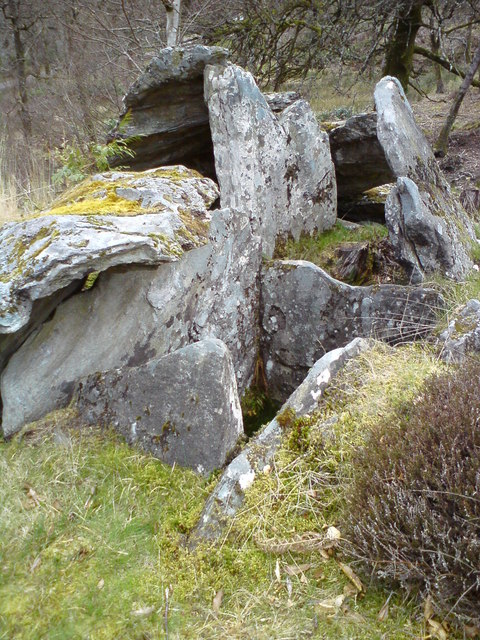
Kammer des Clyde Tomb von Ardmarnock

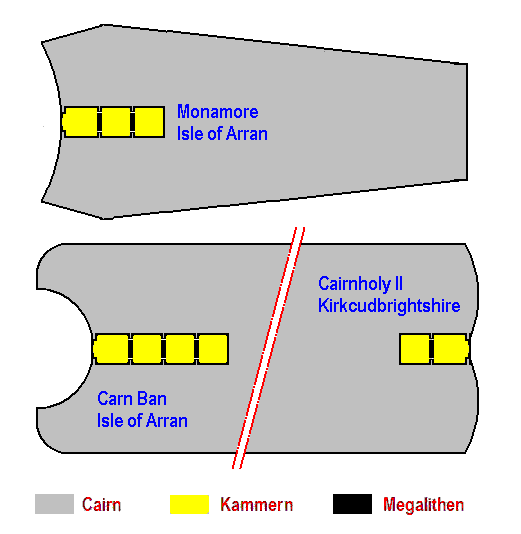
Anlagen des Clyde-Typs

Das Clyde Tomb von Ardmarnock (auch Ardmarnock 5, Ardmarnoch oder Auchalich Wood genannt) liegt bei Tighnabruaich auf der Cowal-Halbinsel, in Argyll and Bute in Schottland. Der Cairn des Clyde Tombs liegt auf einem Grat etwa 150 m südlich von Ardmarnock House.
Die Ausdehnung des Cairns wurde 1942 (von Childe und Graham 1943, S. 32–33) mit „mindestens 21 m“ angegeben. Ein Steinhügel von mindestens 9,0 m Durchmesser und 1,2 m Höhe umgibt heute die Nordost-Südwest orientierten Kammern.
Die äußere Kammer hat zwei etwa 2,0 m hohe Seitenplatten, die auf der Westseite leicht und auf der Ostseite stark geneigt sind. Das äußere Ende der Kammer ist etwa 0,7 m breit. Das innere Ende misst 1,45 × 0,9 m und ist etwa 1,4 m tief. Die Platte, die die Kammern trennt, liegt etwa 0,35 m niedriger als die Seitenplatten und die an einer Seite zugespitzte, etwa 1,5 m hohe Endplatte. Die Oberkante der Trennplatte ist etwas ausgekehlt. Es ist unsicher ob dies eine Verwitterungsfolge ist, oder ob sie, wie von Vere Gordon Childe (1892–1957) vorgeschlagen, geformt wurde. Die Trennplatte ist beidseitig mit Cup-and-Ring-Markierungen verziert. Die äußere (0,43 m von der West- und 0,3 m von der Oberkante) hat etwa 85 mm Durchmesser. Das Schälchen (englisch cup) hat 45 mm Durchmesser und ist 10 mm tief. Das Schälchen auf der Innenseite (0,43 m von der West- und 0,32 m von der Oberkante) hat 40 mm Durchmesser und eine Tiefe von 10 mm.
Um die Kammern liegen verlagerte Platten, darunter die (1,65 × 1,4 m, bis zu 0,15 m dicke) Deckplatte der inneren und die (2,2 × 1,9 m bis zu 0,25 m dicke) der äußeren Kammer.